# STS–79
Az STS–79 jelű küldetés az amerikai űrrepülőgép-program 79., a Atlantis űrrepülőgép 17. repülése.

## Jellemzői
A negyedik űrrepülőgép küldetés a Shuttle–Mir program keretében. Az első Atlantis űrrepülőgép dokkolása a Mir űrállomáson. Az első alkalom, hogy az űrrepülőgép küldetésének idejét az űrállomással közösen töltötte. A program keretében ez volt a legnagyobb logisztikai eszköz- és anyagszállítás. Az első amerikai űrhajós csere jött létre, John Elmer Blaha érkezett, Shannon Lucid távozott.

## Első nap
1996. szeptember 16-án a szilárd hajtóanyagú gyorsítórakéták, Solid Rocket Booster(SRB) segítségével Floridából, a Cape Canaveral (KSC) Kennedy Űrközpontból, a LC39–A (LC–Launch Complex) jelű indítóállványról emelkedett a magasba. Az orbitális pályája 92,1 perces, 51,7 fokos hajlásszögű, elliptikus pálya perigeuma 368 kilométer, az apogeuma 386 kilométer volt. Felszálló tömeg indításkor 113 104 kilogramm. Szállított hasznos teher 4774 kilogramm
Az STS–79 szállított egy dokkoló berendezést (1821 kilogramm), amivel a Priroda modulhoz kapcsolódott. A dokkoló modul megfelelő távolságot biztosított a napelemtábláktól. Életfenntartó anyagokon (élelmiszer, víz) kívül, tudományos- és logisztikai eszközöket, műszereket szállítottak. Visszafelé a kutatás, kísérletezés, anyag előállítás tudományos eredményeit, illetve hulladékot szállított. Elválás után az űrrepülőgép felvételek készítése céljából körberepülte a Mir űrállomást.

## Hasznos teher
1. A második alkalommal szállította az amerikai gyártású SpaceHab mikrogravitációs laboratóriumot.
2. Commercial Generic Bioprocessing Apparatus (CGBA) – egy önálló vízrendszer biotechnológiai tesztje.
3. Extreme Temperature Translation Furnace (ETTF) – egy új kemence, amely lehetővé tette, hogy 1600 Celsius-fokon történhessen agyagfeldolgozás (öntés, hűtés).
4. Commercial Protein Crystal Growth (CPCG) – 128 egyedi minta bevonásával 12 különböző fehérjét teszteltek. Szemcsés anyagok viselkedését tanulmányozták kohézió nélkül (földrengések, földcsuszamlások jobb megértése).
5. IMAX kamera – a küldetés minden pillanatát rögzítették (dokumentumfilm, módszertani változtatások). A felvételeket visszahozták a Földre, de a kamerák maradtak az űrállomáson.
6. Shuttle Amateur Radio Experiment (SAREX) – rádióamatőr kapcsolat végzése több iskolával, amatőr rádióssal.

Közös mérési programok:
1. környezeti sugárvédelmi mérések – a küldetés alkalmával (folyamatossá tették a méréseket) az egész MIR területén hat különálló helyen mérték a passzív sugárzást.
2. üvegház – mikrogravitációs környezetben tanulmányozták a növényekre ható változásokat (növekedés, szaporodás, anyagcsere és a termés). Fontos kutatási terület a hosszú távú űrrepülések során, a növények jelentősen hozzájárulnak az életfenntartó rendszerekhez. A növények termelnek oxigént és egyben élelmiszerek, miközben kiszűrik a szén-dioxidot és a felesleges nedvességet a környezetből.
3. az emberi élet tanulmányozása – férfiak és nők hosszú időtartamú szolgálatának tapasztalatait kutatják (pszichológiai, mikrobiológiai, életminőségi), hogy az állomány között minimalizálják a negatív hatásokat.
4. immunrendszer védelmének segítése – vér, izomzat, csontozat, sejtállomány regenerálásának kidolgozása (fizikai állóképesség tornával, egyéb gyógyszerterápiák alkalmazása).

A Mir űrállomásra telepített kereskedelmi tudományos program:
1. Biotechnology System (BTS) – az STS–81 repülése során nyerték vissza kiértékelésre (porc fejlődés súlytalanságban) a tudományos adatokat, anyagokat. A Space Cell Biology and Biotechnology Center és a NASA Johnson Space Center (JSC) közös programjában, egy bioreaktorban 146 napon keresztül sejtkultúrákkal kísérleteztek.
2. Material in Devices as Superconductors (MIDAS) – szupravezetők előállításának kísérlete. A NASA Langley Research Centerében (Hampton) kikísérletezett program. Magas hőmérsékletű szupravezető (MHS) anyagok elektromos tulajdonságait vizsgálták közel négy hónapig. Az adatokat adatbázisba rögzítették (áramlás, hőveszteség, szélsőséges hőmérsékletek).

## Tizedik nap
1996. szeptember 26-án a Kennedy Űrközpontban (KFC), kiinduló bázisán szállt le. Összesen 10 napot, 3 órát, 19 percet és 28 másodpercet töltött a világűrben. 6 300 000 kilométert (3 900 000 mérföldet) repült, 160 alkalommal kerülte meg a Földet.

## Személyzet
(zárójelben a repülések száma az STS–79 küldetéssel együtt)
- William Francis Readdy (3), parancsnok
- Terrence Wade Wilcutt (2), pilóta
- Jerome Apt (4), küldetésfelelős
- Thomas Dale Akers (4), küldetésfelelős
- Carl Erwin Walz (3), küldetésfelelős
- John Elmer Blaha (5) küldetésfelelős/Mir fedélzeti mérnök

### Visszatérő személyzet
- William Francis Readdy (3), parancsnok
- Terrence Wade Wilcutt (2), pilóta
- Jerome Apt (4), küldetésfelelős
- Thomas Dale Akers (4), küldetésfelelős
- Carl Erwin Walz (3), küldetésfelelős
- Shannon Matilda Wells Lucid (5) Mir fedélzeti mérnök/küldetésfelelős